# Antonio Cao Pinna
Antonio Cao Pinna (Sinnai, 2 dicembre 1842 – Roma, 29 maggio 1928) è stato un ingegnere e politico italiano.